# Kriminalistika
Kriminalistika objasňuje zákonitosti vzniku, shromažďování a využívání stop a soudních důkazů. V českém pojetí vychází zejména z trestního práva a vypracovává metody, postupy, prostředky a operace k úspěšnému odhalování, vyšetřování a předcházení trestné činnosti.
Kriminalistika zahrnuje tyto části:
- úvod do kriminalistiky (historie, problematika stop, identifikace),
- kriminalistická technika (jednotlivé obory jako např. mechanoskopie, daktyloskopie, kriminalistická chemie, kriminalistická biologie, DNA),
- kriminalistická taktika (např. výslech, rekognice, rekonstrukce)
- metodika vyšetřování trestných činů (např. metodika vyšetřování vražd, loupeží, krádeží či únosů).

V západním pojetí (termíny Criminalistics nebo Forensic Science) vychází z technických a přírodních věd a zahrnuje v podstatě jen úvod a techniku.

## Historie a rozvoj kriminalistiky
Za počátek vzniku „vědecké“ kriminalistiky se obecně považuje konec 19. století, kdy dochází k velkému rozvoji věd sloužící k identifikaci osob - daktyloskopie, antropometrie a další. Také díky rozvoji DNA kolem devadesátých let je vyšetřování efektivnější. Spousta případů, které byly odloženy kvůli moc malému vzorku DNA se povedlo objasnit právě kolem devadesátých let a děje se tomu tak do teď. Momentálně dokážou laboratoře pracovat i s mikrogramy vzorku DNA a vystopovat podle toho pachatele, a když není v systému, tak přes rodinné příslušníky.

## Populárně naučná literatura a pořady

#### Česká literatura
- J. Klíma: Zločin jak ho pamatuji
- L. Bechynková: Opravdové zločiny
- A. Drbohlav: Psychologie seriových/masových vrahů
- I. Jonák: Sex, Disco, Revoluce - Vzpomínky majitele Discolandu Sylvie na zlatý časy

#### Zahraniční literatura
- J. Thorwald: Století detektivů
- S. Bourgoin: Černá kniha seriových vrahů
- B. Innes: Dobrodružství kriminalistiky – Stopy zločinu

### Televize a podcasty

#### České pořady
- Devadesátky: šestidílný seriál od České televize přibližující nám dobu kolem devadesátých let, Discolandu a Orlických vražd
- Případy 1.oddělení: dvousériový seriál od České televize, každý díl je založen na případu, který řešilo 1.oddělení v Praze od roku 1989

#### Podcasty
- Opravdové zločiny: Lucie Bechynková a Bára Krčmová se v roce 2020 rozhodly nahrávat podcast o světově známých případech, momentálně je to jeden z nejposlouchanějších podcastů na českých streamovacích platformách
- České podsvětí: Josef Klíma a Adam Miklica vyprávějí hlavně o 80. a 90. dobách, v druhé a třetí sérii podcastu se dostanou i do přítomnosti
- Kdo je zabil?: Eduard Birke (Březina) vypráví skutečné příběhy o sériových a masových vrazích. Tyto příběhy lze poslouchat jako podcast na platformě Spotify, Apple Podcasts atd. nebo je můžete sledovat v dokumentárním zpracování na Youtube a Mall TV pod jménem Eduard Birke.

#### Dokumenty, filmy, seriály
- Od koťátek pracky pryč!: dokument od Netflixu, pojednávající o případu z roku 2019, kdy se na internetu začala objevovat videa s násilnickým obsahem
- 3096 days: jde o případ Nataschy Kampusch, jako malou ji unesl Wolfgang Přiklopil, rakouský občan, a věznil ji u sebe doma 3096 dní. Ve filmu je ztvárněný celý život Nataschy, který prožila ve sklepě v malém pokojíčku
- Americká vražda rodiny od vedle: případ kdy otec zabije svoji ženu a dvě své dcery, když se toto v Americe stalo, otřáslo to celým národem. Netflixový dokument, kde jsou použity i autentické záběry z výslechových místností
- Kam zmizela Madeleine McCann?: miniserie dokumentárního seriálu, který vypráví s odstupem let o případu dosud nezvěstné Madeline McCann
- 22. července: zfilmovaný případ z roku 2011, kdy norský extremista Breivik nejdříve zaůtočil výbušniami v centru města a poté vystřílel dětský tábor na ostrově Utøya
- Kdo je zabil?: Eduard Birke (Březina) vypráví skutečné příběhy o sériových a masových vrazích. Tyto příběhy lze poslouchat jako podcast na platformě Spotify, Apple Podcasts atd. nebo je můžete sledovat v dokumentárním zpracování na Youtube a Mall TV pod jménem Eduard Birke.
- Night Stalker: Hon na sériového vraha: krátký dokumentární seriál od společnosti Netflix z roku 2021, který ukazuje průběh vyšetřování vražd amerického sériového vraha Richarda Ramireze (Night Stalkera).

Dějiny velkých kriminalistických objevů jsou sledovány v úspěšném českoněmeckém seriálu Dobrodružství kriminalistiky. Podobně úspěšný je i seriál Forenzní detektivové, soustřeďující se ovšem na současnost.

## Významné osobnosti z dějin kriminalistiky
- Eugène-François Vidocq
- Alphonse Bertillon
- Josef Vaňásek